# 空中村落
《空中村落》（法語：Le Village aérien）是法国作家儒勒·凡尔纳的一部冒险小说。作于1896年1月29日至4月30日，1901年1月1日至6月15日在《教育与娱乐杂志》上以《大森林》（La Grande Forêt）为题连载。

## 故事简介
美国人约翰·科特、法国人马克斯·于贝尔旅行来到刚果腹地，黑人孩子朗卡是他们从凶残的土著部落手中救下的，被收为养子。他们遇到了葡萄牙商人乌达克斯和他的向导卡米，一行人在一个小丘遇到象群围攻，乌达克斯身亡，余人被迫逃入了大森林。众人迷路了，卡米提议寻找流入乌班吉河的河流，他们找到了。并且他们发现了一个废弃的木筏，和一个人工打造的小屋。原来这些都是德国医生约豪森遗留下来的，约豪森为了研究猴子的语言来到刚果。他们修好木筏顺流而下，一次朗卡从水流中救起一个小生物，马克斯和约翰说他是猴子，但朗卡坚持认为他是人类。木筏撞到水坝和瀑布，化作碎片，马克斯等人醒来时发现他们置身于一堆篝火旁。后来他们发现自己周围是一个树上的村落。见到朗卡和之前朗卡所救的那个孩子利马伊时，他们得知正是孩子的同族救了自己。原来他们是瓦格底人，他们是一个介于猿类和人类之间的物种。三人求见瓦格底人的国王，但被阻挡，在一次集会中，他们发现原来国王正是失踪的约豪森医生。三人夜晚潜入国王的“宫殿”，却发现约豪森已完全疯癫，甚至无法听懂自己的母语。在利马伊父亲洛马伊的帮助下，三人终于逃出了空中村落。